# PZL M19
PZL M19 – polski projekt pasażerskiego dwusilnikowego samolotu przeznaczonego do komunikacji lokalnej, opracowany w Ośrodku Badawczo Rozwojowym WSK PZL Mielec. Projekt nigdy nie wyszedł poza stadium rysunków technicznych.

## Historia
W 1977 roku Polskie Zakłady Lotnicze zawarły umowę na licencyjną budowę w kraju samolotu Piper PA-34 Seneca, znanego jako PZL M-20 Mewa. Poza licencją PZL nawiązały z firmą Piper Aircraft również współpracę przy projektowaniu nowego samolotu pasażerskiego o niewielkim zasięgu. Nowa maszyna miała bazować konstrukcyjnie na modelu Piper PA-35 Pocono, zdolnym przewozić 18 pasażerów, który ostatecznie nie wszedł do produkcji w zakładach Piper. Nowy samolot miał być od niego większy i mieć możliwość przewożenia około 35 pasażerów. Uzgodniono wstępny podział prac, jakie należało wykonać; wytwórnia Piper oferowała pomoc w finansowaniu projektu i dostawach potrzebnych materiałów. Ostatecznie w Mielcu pod kierownictwem inżynierów Stanisława Jachyra i Tadeusza Widełka rozpoczęto prace nad mniejszym niż wstępnie planowano samolotem. Położenie nacisku na prace projektowe związane z samolotem PZL I-22 Iryda i wycofanie się amerykańskiej wytwórni z finansowania dalszych prac zaowocowało anulowaniem całego programu.

## Konstrukcja
M19 miał być metalowym dolnopłatem zdolnym do przewożenia 16 pasażerów i dwuosobową załogę. Płat o obrysie prostokątno-trapezowym, dwudźwigarowy w części pomiędzy silnikami i jednodźwigarowy w części zewnętrznej. Owalny kadłub o konstrukcji półskorupowej. Maszyna miała posiadać klasyczne usterzenie, poziome o obrysie trapezowym, płytowe z klapką dociążająco-wyważającą. Statecznik pionowy dwudźwigarowy, skośny o obrysie trapezowym. Na sterze kierunku klapka wyważająca. Podwozie trójpodporowe, przednie dwukołowe chowane do wnęki w kadłubie, główne z pojedynczymi kołami chowane do wnęk w skrzydłach. Samolot miał być napędzany dwoma silnikami turbośmigłowymi UACL PT6A-27 z trójłopatowymi śmigłami z możliwością odwracania ciągu. Zbiorniki paliwa umieszczone w skrzydłach o całkowitej pojemności 1290 dm².

## Wersje (przewidywane)
- M19PT – pasażersko towarowa
- M19P – pasażerska
- M19D – wersja dyspozycyjna
- M19F – samolot do prac fotogrametrycznych
- M19Z – wersja wojskowa, patrolowo rozpoznawcza
- M19G – specjalistyczna wersja do poszukiwań geologicznych
- M19S – wersja szkolno treningowa dla pilotów samolotów komunikacyjnych